# Hormesis

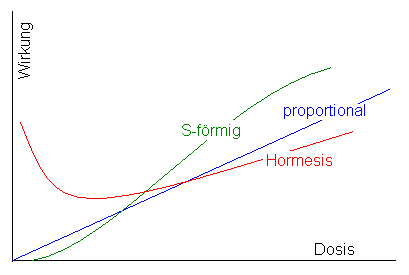
Denkbare Abhängigkeiten der Wirksamkeit von der Dosis. Bei der Hormesis wird jedoch davon ausgegangen, dass die biologische Wirkung bei niedriger Dosierung positiv, bei höherer Dosierung negativ ist.

Hormesis (griech.: „Anregung, Anstoß“, engl.: adaptive response) bezeichnet das Phänomen, dass geringe Dosen schädlicher oder giftiger Substanzen und stressauslösender Umweltfaktoren eine positive Wirkung auf Organismen haben können. Bei vielen Gift- und Arzneistoffen ist ein solcher dosisabhängiger Umkehreffekt schon länger bekannt und gut nachweisbar (z. B. Digitalis, Colchicin oder Opium). Auch der zur Atmung lebensnotwendige Sauerstoff wirkt in höherer Konzentration zellschädigend.
Bei einer Reihe anderer Substanzen und der Wirkung ionisierender Strahlung auf Umwelt und Lebewesen wird die Hypothese in Fachkreisen sehr kontrovers diskutiert.
Vermutet wird, dass geringe Dosen eines potentiell schädlichen Stoffs bzw. Umweltfaktors eine stimulierende Wirkung haben, indem sie eine bestimmte Anpassung im Organismus provozieren, vergleichbar mit der Immunantwort bei der Exposition gegenüber bestimmten Erregern oder einer Impfung.
In der Toxikologie bezeichnet Hormesis die Dosis-Wirkungs-Abhängigkeit gegenüber einem Xenobiotikum oder anderen Stressfaktoren.
Aus der Physiologie und Ernährungswissenschaft ist bekannt, dass der Organismus in einem bestimmten Dosis-Bereich zur Selbstregulation (Homeostase) fähig ist, während es unterhalb dieses Bereichs zu Mangelerscheinungen und oberhalb zur Toxizität kommen kann.
In der Pharmakologie wird der sichere Anwendungsbereich als Therapeutische Breite bezeichnet.
Hormetische Effekte können durch eine nach oben oder unten geöffnete J- oder U-förmige Dosis-Wirkungs-Kurve dargestellt werden (denkbar wäre z. B. die rote Kurve im Bild rechts). Hormetische Effekte kommen in unterschiedlichen Kontexten vor und haben unterschiedliche ihnen zugrundeliegende Mechanismen.
In jüngster Zeit wurde das Konzept bzw. die Hypothese vor allem von Edward Calabrese vertreten.

## Strahlenhormesis
Vereinzelt konnten hormetische Effekte von ionisierender Strahlung (Radioaktivität) nachgewiesen werden. Hier wird auch von Strahlenhormesis (engl. radiation hormesis oder radiation homeostasis) gesprochen.
Die Krebsmortalität war unter Nukleararbeitern mit einer durchschnittlichen arbeitsplatzbedingten Strahlenexposition, die ein kleines Vielfaches der natürlichen Hintergrundstrahlung betrug, in einigen Studien 15 bis 20 % geringer als die in der allgemeinen Bevölkerung. Allerdings ist bekannt, dass eine arbeitende Population grundsätzlich gesünder ist als der allgemeine Bevölkerungsdurchschnitt, da dieser auch alle aus körperlichen Gründen arbeitsunfähigen Menschen beinhaltet, was man als Healthy-Worker-Effekt bezeichnet.
Auch das Einatmen von radioaktivem Radon oder das Trinken radonhaltigen Wassers (Radonbalneologie) soll einen positiven Einfluss auf rheumatische Erkrankungen sowie chronisch degenerative Erkrankungen der Gelenke oder der Wirbelsäule haben. Epidemiologische und tierexperimentelle Untersuchungen liefern bisher widersprüchliche Ergebnisse. Die extrem geringen Wirkungen kleiner Strahlendosen sind schwer zu interpretieren, da sie einerseits von der natürlichen Strahlenexposition als auch von anderen krebserregenden Faktoren aus Ernährung und Luftverschmutzung schwer zu unterscheiden sind.

### Linear no-threshold model
Fachleute für Strahlenschutz gehen daher konservativ (im Sinne von „zur sicheren Seite hin“) von einer linearen Dosis-Wirkungs-Kurve (engl. Linear no-threshold model, LNT-Modell) ohne Schwellenwert und somit einem Schädigungspotential auch bei beliebig niedrigen Strahlendosen aus. Die Befunde über eine stimulierende oder hormetische Wirkung kleiner Dosen werden von vielen internationalen Gremien wie der Internationalen Strahlenkommission (ICRP), dem BEIR-Komitee der Akademie der Wissenschaften der USA und dem Komitee der Vereinten Nationen über die Wirkung der atomaren Strahlung (UNSCEAR) als nicht hinreichend überzeugend angesehen, um von der linearen Dosis-Wirkungs-Beziehung ohne Schwellenwert abzuweichen. Es wird jedoch angezweifelt, dass die LNT-Methode die richtige Abschätzung ergibt; diese soll eher aus Strahlenschutzgründen als Oberabschätzung der Gefahren betrachtet werden. Das LNT-Modell ignoriert nicht nur die eventuelle Strahlenhormesis, sondern auch die wohlbekannte Fähigkeit der Zellen, Erbgutschäden zu reparieren, sowie die vom Organismus, beschädigte Zellen zu entfernen. Diese beiden Mechanismen bewirken, dass eine kleine Dosis über längere Zeit weniger gefährlich ist als eine große Dosis über kurze Zeit.

## Mitohormesis
Mitochondriale Hormesis oder kurz Mitohormesis wird ein biochemischer Prozess genannt, bei welchem die Aktivierung von Mitochondrien zu einer vermehrten Bildung von freien Radikalen in der Zelle führt, welche letztlich zu einer Aktivierung der zelleigenen Abwehr gegen Sauerstoffradikale führt.
Das Konzept der Mitohormesis wurde von Michael Ristow aufgestellt. Diese Beobachtung wurde nachfolgend vielfach auch an weiteren Modellorganismen und von anderen Arbeitsgruppen reproduziert.
Hierauf aufbauend konnte Ristow erstmals zeigen, dass die seit langem bekannte gesundheitsfördernde und lebensverlängernde Wirkung von Ausdauersport ebenfalls auf der Wirkung von freien Radikalen bzw. reaktiven Sauerstoffspezies (ROS) beruht. Zusammen mit Matthias Blüher in Leipzig gelang ihm der Nachweis, dass Antioxidantien der Diabetes-vorbeugenden Wirkung von Sport entgegenwirken bzw. diese vollkommen verhindern, indem Antioxidantien der Bildung freier Radikale entgegenwirken.
Die daraus resultierende Fragwürdigkeit antioxidativer Nahrungsergänzungsmittel mit möglicher schädlicher Wirkung im Menschen wurde auch in der internationalen Presse eingehend diskutiert.
Mehrere Metaanalysen kamen analog hierzu unabhängig von Ristow zu dem Schluss, dass die Gabe von bestimmten Antioxidantien (beta-Carotin, Vitamin A und Vitamin E) beim Menschen die Entstehung von Krankheiten einschließlich Krebs fördert.